# まんがライフセレクション
『まんがライフセレクション』は、竹書房発行の4コマ誌。

## 概要
2006年1月にまんがライフオリジナル3月1日増刊号として創刊し、竹書房発行の各4コマ誌で活躍する人気作家1名の作品を中心に構成されている。これまで不定期に刊行されていた『まんがライフオリジナル増刊号○○スペシャル』（以下、○○には作家名が入る）の性格を継いでおり、これを月刊ペースにリニューアルしたものである。掲載作品は該当する作家の連載作品の傑作選や外伝などの書き下ろしと企画、ゲストによる作品からなり、誌名も『まんがライフセレクション○○スペシャル』となる。
初期は毎月25日頃（ただし、流通事情により前後する）発売だったが、第5弾「たかの宗美スペシャル」で誌名ロゴから月刊を意味するMONTHLYの文字などがなくなり、さらに第6弾「おーはしるいスペシャル」から発売日も毎月25日に固定されなくなるなど、創刊後半年ほどで「月刊誌」ではなくなった。
再び秋月りすが特集となった第8弾ではリニューアルがなされて、雑誌ロゴが大きく変更、誌名も竹書房で複数の連載を持っている作家を特集する場合を除いては、漫画作品名を大きく打ち出した『まんがライフセレクション××増刊号○○スペシャル』（以下、××には漫画作品名が入る）となった。この時、連載の3作品も掲載されなかった。
原則として『まんがライフオリジナル』増刊扱いであるが、再不定期刊化以後の、稀に月刊より高頻度になった時期には『まんがライフ』など他誌の増刊扱いのものが挟まることもある。
以前の『まんがライフオリジナル増刊号○○スペシャル』では、秋月りすや丹沢恵らが特集されることが多く、また連載ではないが、これらの増刊号に継続して掲載されていた作品の中には後に『まんがライフMOMO』などで連載作品となったものもある。
また、関連誌として、特定の作家ではなく動物もの・育児ものなどのテーマ・題材ごとに編集された『あにまるパラダイス』シリーズや『すくすくパラダイス』があり、過去に発行されたものには『学園パラダイス♥』などがある。2013年頃より『まんがライフセレクション』扱いでも、テーマ・題材ごとに編集された単発特集号が発行されるようになった。

## 作家および作品一覧
1. 秋月りす（2006年・3月1日増刊）
2. 大井昌和（4月1日増刊）
3. むんこ（5月1日増刊）
4. 胡桃ちの（6月1日増刊）
5. たかの宗美（7月1日増刊）
6. おーはしるい（8月6日増刊）
7. むんこ（11月7日増刊）
8. 秋月りす「おうちがいちばん」（2007年・1月7日増刊）
9. 神仙寺瑛「動物のおしゃべり♥」（2月9日増刊）
10. たかの宗美「有閑みわさん」（8月9日増刊）
11. 神仙寺瑛「動物のおしゃべり♥」（2008年・1月7日増刊）
12. 秋月りす「おうちがいちばん」（5月7日増刊）
13. おーはしるい（6月7日増刊）
14. むんこ（7月7日増刊）
15. 神仙寺瑛「動物のおしゃべり♥」（10月増刊）
16. たかの宗美「有閑みわさん」（12月増刊）
17. saxyun「ゆるめいつ」（2009年・5月増刊）
18. むんこ（6月増刊）
19. 大井昌和「ちぃちゃんのおしながき」（9月増刊）
20. おーはしるい（10月増刊）
21. 神仙寺瑛「動物のおしゃべり♥」（11月増刊）
22. むんこ（2010年・3月増刊）
23. 東屋めめ（4月増刊）
24. たかの宗美「有閑みわさん」（5月増刊）
25. 佐野妙「森田さんは無口」（6月増刊）
26. 神仙寺瑛「天使の事情」（7月増刊）
27. 樹るう「ポヨポヨ観察日記」（8月増刊）
28. 大井昌和「ちいちゃんのおしながき」（10月増刊）
29. 秋月りす（12月増刊）
30. おーはしるい（2011年・1月増刊）
31. 神仙寺瑛「動物のおしゃべり♥」（2月増刊）
32. たかの宗美「有閑みわさん」（3月増刊）
33. 胡桃ちの（5月増刊）
34. 神仙寺瑛「天使の事情」（6月増刊）
35. 植田まさし「フリテンくん」（『まんがライフ』7月増刊）
36. 樹るう「ポヨポヨ観察日記」（『まんがライフオリジナル』7月増刊）
37. 神仙寺瑛「動物のおしゃべり♥」（9月増刊）
38. 大井昌和「ちいちゃんのおしながき」（10月増刊）
39. おーはしるい（12月増刊）
40. 佐野妙「森田さんは無口」（2012年・1月増刊）
41. たかの宗美「有閑みわさん」（4月増刊）
42. 神仙寺瑛「動物のおしゃべり♥」（5月増刊）
43. おーはしるい（6月増刊）
44. 東屋めめ「リコーダーとランドセル」（7月増刊）
45. 胡桃ちの（8月増刊）
  - （この間に『まんがライフセレクション』扱いではない「まんがライフ まるごとお姉さん増刊号」が刊行
46. ももせたまみ（9月増刊）
47. 大井昌和「ちいちゃんのおしながき」（10月増刊）
48. 佐野妙「森田さんは無口」（11月増刊）
49. 真島悦也「ちとせげっちゅ!!」（12月増刊）
50. 神仙寺瑛「動物のおしゃべり♥」（2013年・1月増刊）
51. むんこ（2月増刊）
52. 胡桃ちの（3月増刊）
53. 秋月りす（4月増刊）
54. おーはしるい（5月増刊）
55. 神仙寺瑛「天使の事情」（6月増刊）
56. 樹るう「ポヨポヨ観察日記」（8月増刊）
57. たかの宗美「有閑みわさん」（9月増刊）
58. 大井昌和「ちいちゃんのおしながき」（10月増刊）
59. おーはしるい（12月増刊）
60. にゃんらぶ（『まんがライフ』2014年・1月増刊）※ネコを中心とするペットもの特集
61. 神仙寺瑛「天使の事情」（『まんがライフオリジナル』2014年・6月増刊）
62. 樹るう「ポヨポヨ観察日記」（7月増刊）
63. 小池定路「父とヒゲゴリラと私」（8月増刊）
64. むんこ「だから美代子です」（9月増刊）
65. 大井昌和「ちいちゃんのおしながき」（10月増刊）
66. たかの宗美「有閑みわさん」（11月増刊）
67. 神仙寺瑛「動物のおしゃべり♥」（『まんがライフ』12月増刊）
68. おーはしるい（『まんがライフオリジナル』2015年・1月増刊）
69. 宮成樂「晴れのちシンデレラ」（2月増刊）
70. たかの宗美「有閑みわさん」（6月増刊）
71. 神仙寺瑛「動物のおしゃべり♥」（『まんがライフ』8月増刊）
72. 鳴見なる「ラーメン大好き小泉さん」（『まんがライフオリジナル』8月増刊）
73. 大井昌和「ちぃちゃんのおしながき」（10月増刊）
74. 樹るう「ポヨポヨ観察日記」（2016年・1月増刊）
75. むんこ（2月増刊）
76. いがらしみきお「ぼのぼの」（3月増刊）
77. 神仙寺瑛「堕天使の事情」（4月増刊）
78. いがらしみきお「ぼのぼの」（5月増刊）
79. 神仙寺瑛「動物のおしゃべり♥」（8月増刊）
80. 松本ぷりっつ（9月増刊）
81. 大井昌和「ちぃちゃんのおしながき」（10月増刊）
82. おーはしるい（11月増刊）
83. たかの宗美「有閑みわさん」（12月増刊）
84. 神仙寺瑛「動物のおしゃべり♥」（2017年・1月増刊）
85. むんこ（2月増刊）
86. 宮成樂「晴れのちシンデレラ」（4月増刊）
87. 神仙寺瑛「堕天使の事情」（6月増刊）
88. 唐草ミチル「銀子の窓口」（7月増刊）
89. むんこ（8月増刊）
90. 神仙寺瑛「動物のおしゃべり♥」（9月増刊）
91. 大井昌和「ちぃちゃんのおしながき」（10月増刊）
92. 鳴見なる「ラーメン大好き小泉さん」（2018年・2月増刊）
93. 神仙寺瑛「動物のおしゃべり♥」（4月増刊）
94. 神仙寺瑛「堕天使の事情」（5月増刊）
95. 大井昌和「ちいちゃんのおしながき」（10月増刊）
96. 神仙寺瑛「動物のおしゃべり♥」（11月増刊）
97. 宮成樂「晴れのちシンデレラ」（2019年・2月増刊）
98. むんこ（5月増刊）
99. 神仙寺瑛「動物のおしゃべり♥」（9月増刊）
100. 大井昌和「ちぃちゃんのおしながき」（10月増刊）
101. おーはしるい「わくわくワーキング」（11月増刊）
102. 神仙寺瑛「となりの席の同居人」（2020年・1月増刊）
103. 宮成樂「晴れのちシンデレラ」（5月増刊）
104. 迂闊「のみじょし」（7月増刊）
105. 神仙寺瑛「動物のおしゃべり♥」（10月増刊）
106. むんこ（12月増刊）
107. 大井昌和「ちぃちゃんのおしながき」（2021年・1月増刊）
108. 神仙寺瑛「となりの席の同居人」（4月増刊）
  - （この間に『まんがライフセレクション』扱いではない「まんがライフオリジナル めんつゆひとり飯増刊号」が刊行
109. むんこ（9月増刊）
110. 神仙寺瑛「動物のおしゃべり」（10月増刊）予定

## 連載作品
2006年6月1日増刊号の第4弾「胡桃ちのスペシャル」より以下の3作品が連載となったが、2007年・1月7日増刊のリニューアルに伴い第7弾「むんこスペシャル」にて突然にすべて終了となった。
- 山崎家と私（東條さち子）
- 有栖川の生活（あらい・まりこ）
- イヤー・オブ・ザ・ヘル つる子（キンバラ）

その後、「動物のおしゃべり♥スペシャル」限定で、2008年から2010年にかけて下記の作品が連続して掲載された。
- 緑の髪のアミー（ふくやまけいこ）